# Tadeusz Kunicki (dyplomata)
Tadeusz Kunicki (ur. 28 lutego 1900 w Kijowie, zm. 1951) – polski urzędnik konsularny i dyplomata.
Syn Stanisława i Anastazji z d. Roszkowskiej. Ukończył gimnazjum w Kijowie. Służył w wojsku polskim, m.in. jako ułan 1. Pułku Ułanów Krechowieckich (1918-1920) oraz w Oddziale II 3. Armii (1920). W 1921 wstąpił do polskiej służby zagranicznej pełniąc szereg funkcji, m.in. sekretarza poselstwa w Charkowie (1921–1924), sekretarza konsularnego p.o. wicekonsula w Ełku (1924–1928), w MSZ (1928–1930), wicekonsula we Wrocławiu (1930–1931), kierownika referatu niemieckiego MSZ (1931–1933), z-cy naczelnika wydziału zachodniego MSZ (1933–1939), oraz zastępcy wicedyrektora departamentu polityczno-ekonomicznego (1937-1939). Pracował w MSZ w Paryżu (1939-1940), był delegatem Ministerstwa Opieki Społecznej na Węgrzech (1940), radcą ambasady w Ankarze z siedzibą w Stambule (1940-1941), urzędnikiem konsulatu generalnego w Bejrucie (1941-).

## Ordery i odznaczenia
- Krzyż Kawalerski Orderu Odrodzenia Polski (11 listopada 1934)[2]
- Złoty Krzyż Zasługi
- Medal Pamiątkowy za Wojnę 1918–1921
- Medal Dziesięciolecia Odzyskanej Niepodległości
- Wielki Oficer Orderu Korony Włoch (Włochy)
- Krzyż Komandorski Orderu Oranje-Nassau (Holandia)
- Krzyż Oficerski Orderu Korony Rumunii (Rumunia)
- Krzyż Kawalerski Orderu Trzech Gwiazd (Łotwa)
- Odznaka Honorowa Olimpijska I klasy (III Rzesza Niemiecka)